# Michael Kumpfmüller

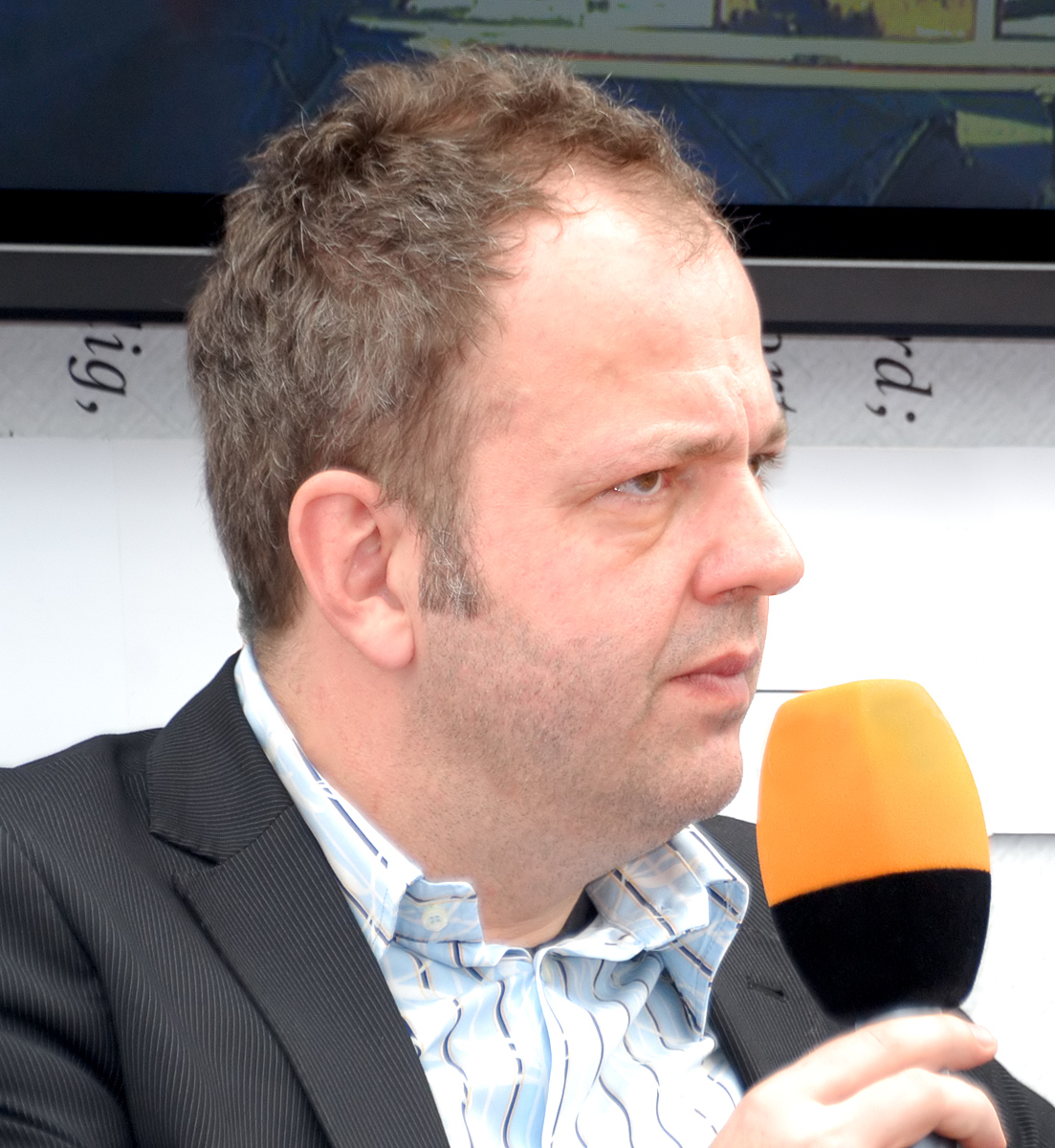
Michael Kumpfmüller, 2008

Michael Kumpfmüller (* 21. Juli 1961 in München) ist ein deutscher Schriftsteller.

## Leben
Michael Kumpfmüller verbrachte seine Kindheit und Jugend in der Gemeinde Unterschleißheim im Norden von München. Nach dem Abitur am Werner-Heisenberg-Gymnasium Garching studierte er deutsche Literatur und Geschichte in Tübingen, Wien und Berlin und schloss sein Studium 1994 mit einer Dissertation über den Mythos der Schlacht von Stalingrad ab, für die er 1996 den Werner-Hahlweg-Förderpreis erhielt.
In den neunziger Jahren schrieb er Reportagen und Porträts für diverse Tages- und Wochenzeitungen. Er war zweimal für den Egon-Erwin-Kisch-Preis nominiert und erhielt 1997 den Katholischen Journalistenpreis und im Jahr darauf den MPW-Journalistenpreis; zusammen mit Thomas Hallet wurde er 2000 für eine Reportage über Patienten im Herzzentrum Berlin mit den Film- und Fernsehpreis des Hartmannbundes auszeichnet. Seit 1999 ist er freier Schriftsteller.
Im Wahlkampf 2005 zur Bundestagswahl in Deutschland schloss er sich der von Günter Grass initiierten Wahlinitiative zugunsten der damaligen rot-grünen Regierung an. Von April bis November 2006 nahm er für sechs niedersächsische Literaturbüros unter www.netznotizen.de zu aktuellen Geschehnissen aus Politik und Gesellschaft Stellung.
Kumpfmüller war in zweiter Ehe mit Eva Menasse verheiratet, hat drei Söhne und lebt in Berlin.

## Werk
Sein erster Roman Hampels Fluchten wurde in der Frankfurter Allgemeinen Zeitung vorabgedruckt und in den deutschen Medien zum Teil sehr kontrovers diskutiert. Übersetzungen erschienen in den Niederlanden, Frankreich, Finnland, Großbritannien und den USA.
2003 folgte sein Roman Durst, der an mehreren deutschsprachigen Theatern für die Bühne eingerichtet wurde, so an den Hannoverschen Kammerspielen 2007 von Harald Schandry in Wien am Theater an der Gumpendorfer Straße 2007 von Margit Mezgolich sowie am Theater Magdeburg 2011 von Jan Jochymski; eine Hörspielfassung unter der Regie von Ulrich Lampen und Beteiligung u. a. von Jule Böwe wurde 2006 im Deutschlandradio Kultur ausgestrahlt.
Ein Jahr nach Erscheinen seines dritten Romans Nachricht an alle wurde im Deutschlandradio eine zweiteilige Hörspielfassung unter der Regie von Leonhard Koppelmann gesendet.
Der Roman Die Herrlichkeit des Lebens über das letzte Lebensjahr von Franz Kafka und seine Lebensgefährtin Dora Diamant wurde ein Bestseller und in 24 Sprachen übersetzt. Im Jahr 2024 kam die gleichnamige Verfilmung in die Kinos.
Sein fünfter Roman Die Erziehung des Mannes stand im Herbst 2016 auf der Longlist des Deutschen Buchpreises.
2018 erschien sein sechster Roman Tage mit Ora, der von einem unentschlossenen Liebespaar erzählt, das einen Roadtrip durch die USA unternimmt, um sich besser kennenzulernen. Der Roman stand ebenfalls auf der Longlist des Deutschen Buchpreises.
2020 erschien mit Ach, Virginia sein siebter Roman, der die letzten Tage im Leben von Virginia Woolf zum Thema hat. 2022 kam sein achter Roman Mischa und der Meister heraus, in dem Jesus zurück auf die Erde kommt.

## Auszeichnungen
1993 erhielt Kumpfmüller den Walter-Serner-Preis für die Kurzgeschichte Die Mitwisserin. 2007 wurde er für das Romanmanuskript von Nachricht an alle mit dem Alfred-Döblin-Preis ausgezeichnet. Mit dem Roman Die Herrlichkeit des Lebens stand er 2011 auf der Shortlist des Wilhelm Raabe Preises; die chinesische Übersetzung erhielt 2012 den Weishanhu-Preis für den besten fremdsprachigen Roman des 21. Jahrhunderts. 2013 wurde ihm für La Splendeur de la vie beim Salon de la Littérature Européenne de Cognac der Prix Jean-Monnet verliehen. Kumpfmüller kritisierte die Vergabeveranstaltung in Cognac in einem Beitrag in der FAZ,. Die in Frankreich als Verlagslektorin tätige Martina Wachendorff antwortete Kumpfmüller in einem offenen Brief, in dem sie seine Erfahrungen als Reihe von Missverständnisse auslegte.
Kumpfmüller erhielt mehrfach ein Werkstipendium des Deutschen Literaturfonds e. V. Darmstadt: 1998/99 für Hampels Fluchten, 2005/06 für Nachricht an alle und 2014/15 für Die Erziehung des Mannes.
2017 wurde ihm das Landgang-Stipendium, ein Reisestipendium durch das Oldenburger Land, zuerkannt. 2019/20 hielt er die Poetikvorlesungen im Rahmen der Paderborner Gastdozentur für Schriftstellerinnen und Schriftsteller.

## Werke
- Die Schlacht von Stalingrad. Metamorphosen eines deutschen Mythos. Diss. phil. Freie Universität Berlin 1995 Diss. 95.6128. Wilhelm Fink 1995
- Hampels Fluchten. Roman. Kiepenheuer & Witsch, Köln 2000, ISBN 978-3-462-02927-7.
- Durst. Roman. Kiepenheuer & Witsch, Köln 2003, ISBN 978-3-462-03316-8.
- Nachricht an alle. Roman. Kiepenheuer & Witsch, Köln 2008, ISBN 978-3-462-03967-2.
- Die Herrlichkeit des Lebens. Kiepenheuer & Witsch, Köln 2011 ISBN 978-3-462-04326-6.
- Die Erziehung des Mannes, Kiepenheuer & Witsch, Köln 2016 ISBN 978-3-462-04481-2.
- Tage mit Ora, Kiepenheuer & Witsch, Köln 2018 ISBN 978-3-462-05104-9.
- Ach, Virginia, Kiepenheuer & Witsch, Köln 2020 ISBN 978-3-462-04921-3.
- Mischa und der Meister, Kiepenheuer & Witsch, Köln 2022 ISBN 978-3-462-05444-6.
- Lob der Ehrfurcht. Vom Umgang mit Tieren, Menschen und Göttern. Weissbooks, Berlin 2023, ISBN 978-3-86337-203-3.
- Wir Gespenster. Kiepenheuer & Witsch, Köln 2024, ISBN 978-3-46200-344-4.

## Hörspiele
- DLR 2006 Durst. Regie: Margit Mezgolic
- DLR 2009 Nachricht an alle, Bearbeitung und Regie: Leonhard Koppelmann